# Deutsche Meisterschaften im Sommerbiathlon 2003
Die 5. Deutschen Meisterschaften im Sommerbiathlon 2003 wurden vom 28. bis 31. August in Willingen ausgetragen. Veranstalter war der Deutsche Schützenbund, durchgeführt wurde die Meisterschaft vom Ski Club Willingen und der Schützengesellschaft Willingen.

## Ergebnisse Frauen-Wettbewerbe
| Kleinkaliber          | Kleinkaliber      | Kleinkaliber   | Kleinkaliber      | Kleinkaliber     |
| --------------------- | ----------------- | -------------- | ----------------- | ---------------- |
| Datum                 | Disziplin         | Erster Platz   | Zweiter Platz     | Dritter Platz    |
| 29. August 2003 (Fr.) | Sprint, 3 km      | Monika Liedtke |                   |                  |
| 30. August 2003 (Fr.) | Massenstart, 5 km | Monika Liedtke | Stefanie Glöckner | Sandra Helmholtz |
| 31. August 2003 (So.) | 3 × 3 km          |                |                   |                  |

| Luftgewehr            | Luftgewehr        | Luftgewehr                                                  | Luftgewehr                                                      | Luftgewehr                                                              |
| --------------------- | ----------------- | ----------------------------------------------------------- | --------------------------------------------------------------- | ----------------------------------------------------------------------- |
| Datum                 | Disziplin         | Erster Platz                                                | Zweiter Platz                                                   | Dritter Platz                                                           |
| 29. August 2003 (Fr.) | Sprint, 3 km      | Monika Liedtke                                              |                                                                 |                                                                         |
| 30. August 2003 (Sa.) | Massenstart, 5 km | Monika Liedtke                                              | Gabi Rutkowski                                                  | Nicole Kneller                                                          |
| 31. August 2003 (So.) | 3 × 2,5 km        | BSBV Berlin Michaela Doberschütz Janet Franz Monika Liedtke | Landesverband Sachsen Nicole Hietzke Karin Scherwat Yvette Roch | Landesverband Rheinland Vanessa Kopschetzky Renate Wilken Helga Heering |

## Ergebnisse Männer-Wettbewerbe
| Kleinkaliber          | Kleinkaliber      | Kleinkaliber            | Kleinkaliber                                                 | Kleinkaliber         |
| --------------------- | ----------------- | ----------------------- | ------------------------------------------------------------ | -------------------- |
| Datum                 | Disziplin         | Erster Platz            | Zweiter Platz                                                | Dritter Platz        |
| 29. August 2003 (Fr.) | Sprint, 4 km      | Roman Böttcher          |                                                              |                      |
| 30. August 2003 (Sa.) | Massenstart, 6 km | Frank Röttgen           | Roman Böttcher                                               | Martin Kalpein       |
| 31. August 2003 (So.) | 3 × 4 km          | Landesverband Rheinland | BSBV Berlin Michael Seifert Dietmar Liedtke Sebastian Blecke | Landesverband Bayern |

| Luftgewehr              | Luftgewehr            | Luftgewehr                                           | Luftgewehr                                                                | Luftgewehr                                           |
| ----------------------- | --------------------- | ---------------------------------------------------- | ------------------------------------------------------------------------- | ---------------------------------------------------- |
| Datum                   | Disziplin             | Erster Platz                                         | Zweiter Platz                                                             | Dritter Platz                                        |
| 7. September 2007 (Fr.) | 29. August 2003 (Fr.) | Sebastian Blecke                                     | Steffen Jabin                                                             |                                                      |
| 30. August 2003 (Sa.)   | Massenstart, 6 km     | Sebastian Blecke                                     | Steffen Jabin                                                             | Carlo Alfinito                                       |
| 31. August 2003 (So.)   | 3 × 2,5 km            | SG Bingen André Tempelfeld Axel Henke Carlo Alfinito | Landesverband Niedersachsen I Christoph Triebold Udo Müller Arnold Müller | SC Willingen Jörn Milde Lars-Eric Schinze Nils Milde |